# Teucholabis (Teucholabis) gracilis
Teucholabis (Teucholabis) gracilis is een tweevleugelige uit de familie steltmuggen (Limoniidae). De soort komt voor in het Neotropisch gebied.